# Soyauxia velutina
Soyauxia velutina är en tvåhjärtbladig växtart som beskrevs av Hutchinson och Dalziel. Soyauxia velutina ingår i släktet Soyauxia och familjen Peridiscaceae. Inga underarter finns listade i Catalogue of Life.